# کیلیا، اوکراین
کیلیا (به روسی: Кілія) شهری در استان اودسا در کشور اوکراین واقع شده‌است. جمعیت این شهر ۱۹,۱۱۶ نفر (۲۰۲۱ تخمینی) است.